# João Pedro (calciatore 1993)
João Pedro Almeida Machado, noto semplicemente come João Pedro (Guimarães, 3 aprile 1993), è un calciatore portoghese, centrocampista del Felgueiras 1932.

## Caratteristiche tecniche
È un centrocampista centrale.

## Carriera

### Vitória Guimarães
Nato nel villaggio di Vermil a Guimarães, dopo gli inizi calcistici al Desportivo Ronfe, a 12 anni entra nelle giovanili della squadra locale del Vitória. Debutta in Segunda Liga con la squadra delle riserve l'11 novembre 2012 nel match casalingo pareggiato 0-0 contro il Belenenses. A fine stagione conquista la Coppa di Portogallo 2012-2013.
Esordisce con la maglia della prima squadra in Primeira Liga il 4 maggio 2014 nel corso di un incontro con l'Académica de Coimbra. Il suo primo e unico gol col Vitória Guimarães lo segna il 18 dicembre 2016 nella sfida vinta 3-1 contro il Vitória Setubal.

### Los Angeles Galaxy
Il 19 gennaio 2017 si trasferisce ai Los Angeles Galaxy, con cui debutta il 4 marzo allo Stubhub Center nella partita persa 1-2 contro il Dallas. In tale incontro il portoghese rimedia anche un cartellino rosso. Marca la sua prima rete in MLS il 28 maggio nel corso della vittoria per 4-2 in casa dei San Jose Earthquakes.
Il 28 agosto 2018 si trasferisce a titolo temporaneo al club greco dell'Apollōn Smyrnīs, con cui riesce ad andare a segno in Coppa di Grecia nell'incontro casalingo vinto 5-0 contro l'Apollon Paralimnio. Dopo solo sei presenze in Superleague, il 29 gennaio 2019 torna in patria, nelle file del Tondela. In agosto viene annunciato il prolungamento del prestito.

## Statistiche

### Presenze e reti nei club
Statistiche aggiornate al 3 giugno 2017.
| Stagione                 | Squadra                  | Campionato               | Campionato | Campionato | Coppe nazionali | Coppe nazionali | Coppe nazionali | Coppe continentali | Coppe continentali | Coppe continentali | Altre coppe | Altre coppe | Altre coppe | Totale | Totale |
| Stagione                 | Squadra                  | Comp                     | Pres       | Reti       | Comp            | Pres            | Reti            | Comp               | Pres               | Reti               | Comp        | Pres        | Reti        | Pres   | Reti   |
| ------------------------ | ------------------------ | ------------------------ | ---------- | ---------- | --------------- | --------------- | --------------- | ------------------ | ------------------ | ------------------ | ----------- | ----------- | ----------- | ------ | ------ |
| 2013-2014                | Vitória Guimarães        | PL                       | 1          | 0          | TP+TL           | 0               | 0               | UEL                | 0                  | 0                  |             | -           | -           | 1      | 0      |
| 2014-2015                | Vitória Guimarães        | PL                       | 1          | 0          | TP+TL           | 0+2             | 0               |                    | -                  | -                  |             | -           | -           | 3      | 0      |
| 2015-2016                | Vitória Guimarães        | PL                       | 2          | 0          | TP+TL           | 0+1             | 0               | UEL                | 0                  | 0                  |             | -           | -           | 3      | 0      |
| 2016-gen. 2017           | Vitória Guimarães        | PL                       | 17         | 1          | TP+TL           | 1+1             | 0               |                    | -                  | -                  |             | -           | -           | 19     | 1      |
| Totale Vitoria Guimaraes | Totale Vitoria Guimaraes | Totale Vitoria Guimaraes | 21         | 1          |                 | 5               | 0               |                    | 0                  | 0                  |             | -           | -           | 26     | 1      |
| gen.-giu. 2017           | LA Galaxy                | MLS                      | 17         | 1          | USOC            | 0               | 0               |                    | -                  | -                  |             | -           | -           | 17     | 1      |
| Totale carriera          | Totale carriera          | Totale carriera          | 38         | 2          |                 | 5               | 0               |                    | 0                  | 0                  |             | -           | -           | 43     | 2      |

## Palmarès

### Club
- Coppa di Portogallo: 1

Vitória Guimarães: 2012-2013